# 모용운
모용운(慕容運, 생몰년 미상)은 선비족의 일파인 모용선비의 수령인 모용목연의 아들이자 모용토욕혼과 모용외의 동생이며, 창려(昌黎) 극성(棘城) 출신이다. 
321년 모용외가 동진에 귀의하자 함께 동진 원제을 섬겨 서평공(西平公)에 봉해졌으며, 이후 손자인 모용영은 서연의 황제가 되었다.

## 자녀
- 모용강(慕容剛) - 낙양왕(洛陽王)
- 모용제(慕容制) - 자부구(字副鳩)

## 참고 문헌
- 《진서(晉書)》
- 《십육국춘추(十六國春秋)》